# Костобе (Жамбылский район)
Костобе́ (каз. Қостөбе) — село в Жамбылском районе Жамбылской области Казахстана, входит в состав Колькайнарского сельского округа. Код КАТО — 314045500.

## География
Село расположено в центрально-восточной части Жамбылского района, в 5 километрах к юго-востоку от районного центра села Аса, в 13 километрах к северо-западу от областного центра города Тараз, и в 9 километрах к югу от административного центра сельского округа села Тастобе. Ближайшая железнодорожная станция Аса (село Аса) — расположена в 9 километрах к северо-западу от села (по дороге — 10,6 км). Соседние населённые пункты: Жамбыл в 3 километрах к западу, село им. Шакена Ниязбекова в 5 километрах к северо-востоку. Транспортное сообщение осуществляется по автодороге КН-2. Высота центра населённого пункта — 552 метров над уровнем моря.

## Население
| Численность населения | Численность населения | Численность населения |
| 1989                  | 1999                  | 2009                  |
| --------------------- | --------------------- | --------------------- |
| 300                   | ↗376                  | ↗402                  |